# Isabelle Mabboux
Isabelle Mabboux (ur. 1 stycznia 1992 w Sallanches) – francuska pływaczka, specjalizująca się w stylu dowolnym, motylkowym i zmiennym.
W 2013 roku wywalczyła brązowy medal mistrzostw świata w Barcelonie w sztafecie 4 x 200 m stylem dowolnym (wspólnie z Camille Muffat, Charlotte Bonnet, Mylène Lazare i Coralie Balmy).